# Bulbophyllum sigmoideum
Bulbophyllum sigmoideum är en orkidéart som beskrevs av Oakes Ames och Charles Schweinfurth. Bulbophyllum sigmoideum ingår i släktet Bulbophyllum och familjen orkidéer. Inga underarter finns listade i Catalogue of Life.